# 李璋 (宋朝)
李璋（?—?），字公明，北宋杭州（今浙江省杭州市）人。李用和长子。
因姑母是宋仁宗的生母章懿皇后，他补三班借职，官至天平军节度使观察留后，知澶州。转任武胜军节度使、殿前都指挥使，宋仁宗手书“忠孝李璋”四个字赐给他。出任武成军节度使、知郓州，京东路的盗贼杀县令，途中抢劫，李璋赏罚分明，加紧捕拿，盗贼之乱停止。之后调发士卒在州西关筑城，修路数十里，路旁种植柳树，人称李公柳。知邓州时，因为失举，给人振武军节度使知郢州。回朝时死于途中，享年五十三岁，赠太尉，谥号良惠。